# La Lande-Chasles

La Lande-Chasles este o comună în departamentul Maine-et-Loire, Franța. În 2009 avea o populație de 103 de locuitori.